# Coenosia xanthopleura
Coenosia xanthopleura är en tvåvingeart som beskrevs av Shinonaga 2003. Coenosia xanthopleura ingår i släktet Coenosia och familjen husflugor. Inga underarter finns listade i Catalogue of Life.